# Gonionota
Gonionota is een geslacht van vlinders van de familie sikkelmotten (Oecophoridae), uit de onderfamilie Depressariinae.

## Soorten
- G. aethographa Clarke, 1971
- G. aethoptera Clarke, 1971
- G. amauroptera Clarke, 1971
- G. argopleura Clarke, 1971
- G. autocrena Meyrick, 1930
- G. bourquini Clarke, 1964
- G. cologramma Clarke, 1971
- G. contrasta Clarke, 1964
- G. cristata Walsingham, 1912
- G. charagma Clarke, 1971
- G. determinata Clarke, 1964
- G. dissita Clarke, 1964
- G. dryodesma Meyrick, 1916
- G. eremia Clarke, 1971
- G. excavata Clarke, 1964
- G. extima Clarke, 1964
- G. fimbriata Clarke, 1964
- G. gaiophanes Clarke, 1971
- G. hemiglypta Clarke, 1971
- G. hypoleuca Clarke, 1971

- G. hyptiotes Clarke, 1964
- G. incalescens Meyrick, 1914
- G. incontigua Clarke, 1964
- G. insignata Clarke, 1971
- G. insulana Gates Clarke, 1968
- G. leucoporpa Meyrick, 1926
- G. melobaphes Walsingham, 1912
- G. menura Clarke, 1971
- G. notodontella Zeller, 1877
- G. oxybela Clarke, 1971
- G. paravexillata Clarke, 1971
- G. periphereia Clarke, 1964
- G. phthiochroma Clarke, 1971
- G. poecilia Clarke, 1971
- G. rosacea Forbes, 1932
- G. selene Clarke, 1971
- G. sphenogramma Clarke, 1971
- G. transversa Clarke, 1971
- G. vexillata (Meyrick, 1913)